# سفارة تركيا لدى البحرين
سفارة تركيا لدى البحرين هي البعثة الدبلوماسية لجمهورية تركيا لدى مملكة البحرين، وتقع بالعاصمة المنامة.